# La Encarnación (Málaga)
La Encarnación es un barrio perteneciente al distrito Bailén-Miraflores de la ciudad andaluza de Málaga, España. Según la delimitación oficial del ayuntamiento, limita al norte con Tejar de Salyt; al este, con el Parque del Norte; al sur, con Arroyo del Cuarto; y al oeste, con Carlos Haya y San Martín. Cuenta con única calle, llamada Encarnación Fontiveros. 
Está construido aprovechando un tajo "cantera" que surtía de barro la fábrica de ladrillos, y en su falda se encontraba una calle con  casas matas y por detrás de estas casitas pasaba el Arroyo El Cuarto, frente al Monte Pavero y la final de la ladera hacia el sur había una huerta popularmente conocida como la Huerta del Sordo. 

## Transportes
En autobús queda conectado mediante las siguientes líneas de la EMT: 
| Línea | Trayecto                          | Recorrido | Frecuencia    |
| ----- | --------------------------------- | --------- | ------------- |
| 38    | Alameda Principal - Granja Suárez | Recorrido | 20-25 minutos |